# Rita Bellens
Rita Bellens (Antwerpen, 29 september 1962) is een Belgisch politica actief voor de Nieuw-Vlaamse Alliantie (N-VA).

## Levensloop
Bellens werd geboren in Antwerpen en bracht haar kindertijd en eerste jeugdjaren door in Wilrijk. In 1978 verhuisde ze met haar gezin naar Lommel, waar ze haar middelbare school afmaakte en hogere studies begon. Door het plotselinge overlijden van haar vader moest ze die echter voortijdig stopzetten en zette ze de stap naar de arbeidsmarkt. In 1989 begon ze een reisbureau in Duffel en werkte ze twintig jaar als zelfstandig reisagent. Tevens was ze de voorzitter van de Verenigde Winkeliers Duffel-Centrum en voorzitter van het Middenstandsvereniging Duffel-West. In 2011 werd ze bediende en later kantoorverantwoordelijke in een dienstenchequebedrijf in Mechelen. Daarnaast was ze actief in de Chiro, enkele zangkoren en de pastorale werking.
Bij de gemeenteraadsverkiezingen van oktober 2006 kreeg ze als mede-oprichtster van de N-VA-afdeling in Duffel de zesde plaats op de kartellijst van CD&V/N-VA en werd ze verkozen in de gemeenteraad voor de legislatuur 2007-2012. Ze zetelde eveneens van 2007 tot 2012 als OCMW-raadslid. Bij de parlementsverkiezingen van 2010 werd ze niet verkozen, ondanks 8.648 voorkeurstemmen.
Na de gemeenteraadsverkiezingen van oktober 2012 sloot de lokale N-VA-afdeling van Duffel een bestuursakkoord met sp.a-Groen. Van 2015 tot 2018 maakte ze als schepen van Onderwijs, Ruimtelijke Ordening, Energiebeleid, Erediensten en Onderhoud Publiek Domein deel uit van het college van burgemeester en schepenen. Begin 2019 werd Bellens voorzitter van de gemeenteraad. In juni 2022 nam ze ontslag als gemeenteraadslid.
Op 25 mei 2014 werd ze bij de federale verkiezingen verkozen als lid van de Kamer van volksvertegenwoordigers voor de kieskring Antwerpen. Als Kamerlid zetelde Bellens in de commissies Buitenlandse Betrekkingen, Defensie en Bedrijfsleven. Bij de federale verkiezingen van 2019 werd ze niet herkozen.